# Rue Jean-Talon
Pour les articles homonymes, voir Jean-Talon.

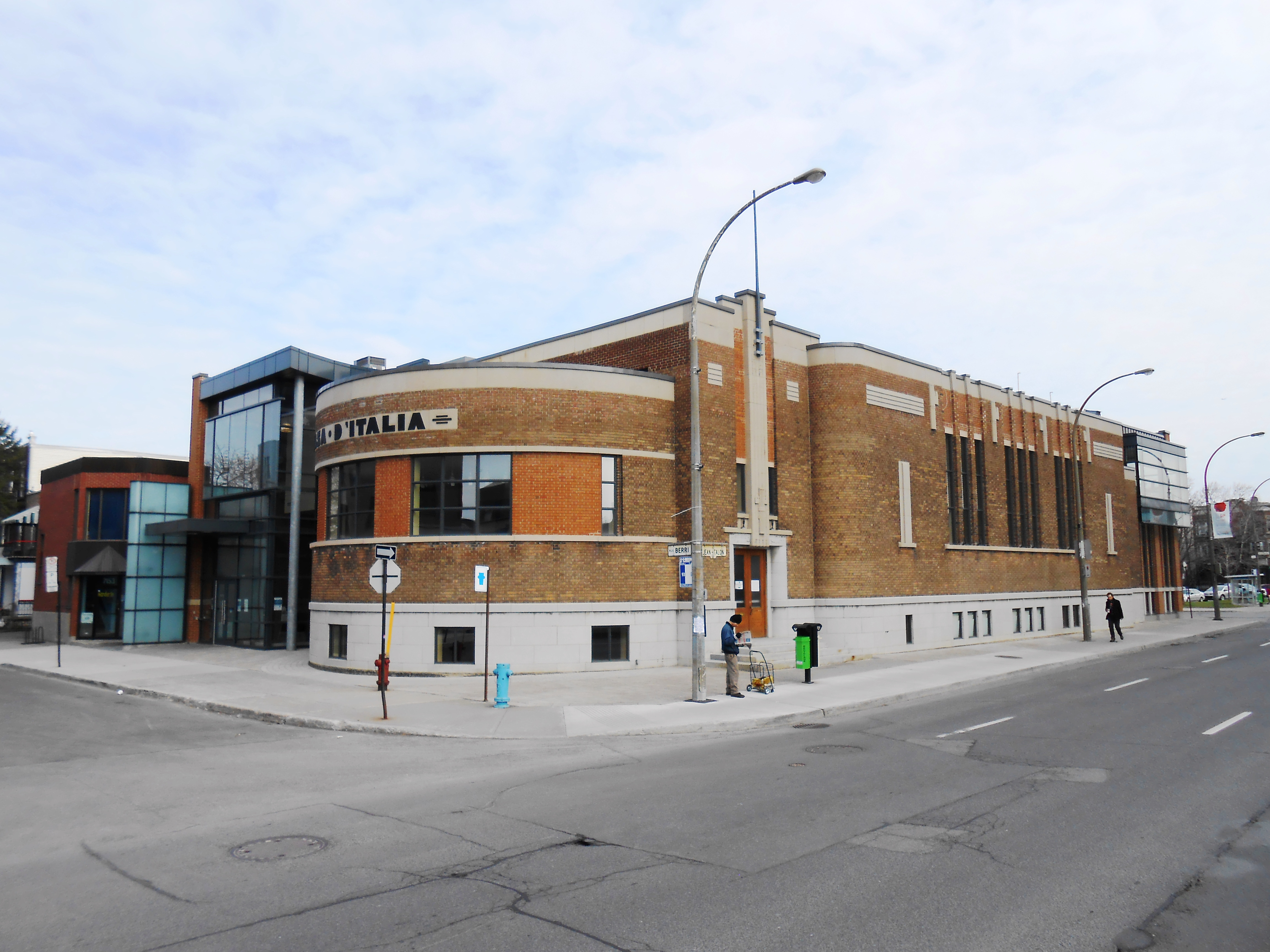
Casa d'Italia ou Maison d'Italie, 505, rue Jean-Talon Est, construite en 1936 pour la communauté italienne

La rue Jean-Talon est une voie de la ville de Montréal.

## Situation et accès
Cette rue d'orientation nord-est / sud-ouest qui s'étend des Galeries d'Anjou à l'autoroute Décarie est constituée de plusieurs tronçons, ouverts à différents moments. 
Montréal possède aussi une station de métro qui se nomme Jean-Talon à l'angle de la rue Lajeunesse. On retrouve aussi sur cette rue le très couru Marché Jean-Talon. La station Namur est située à son intersection avec Décarie.
D'autre part, dans le secteur est, la rue Jean-Talon est une artère commerciale dynamique où l'on retrouve près de 270 commerces et professionnels entre le boulevard Viau et le boulevard Saint-Michel. On y retrouve aussi le centre commercial Le Boulevard à l'intersection du boulevard Pie-IX et le Carrefour Langelier à l'angle du boulevard Langelier.

## Origine du nom
La dénomination  de la rue rappelle le premier intendant de la Nouvelle-France, Jean Talon (1625-1694).

## Historique
Le premier tronçon de cette voie est ouvert en 1927, puis un prolongement majeur se fait en 1959. 
Certaines parties de cette voie ont porté les noms suivants: Hughes, Hopper, de Ventadour, Baugh, Isabeau, Tiffin, Bagg, Baby, Hanoteaux, de Namur, du Marché, Saint-Pascal, avenue Dresden, chemin de la Petite-Liesse, chemin de la Savane. Notons que dans les limites de Ville Mont-Royal, les noms comme Avenue Dresden et Boulevard Graham continuent d'être utilisés, mais le nom «Jean-Talon» est quand même inscrit entre parenthèses. 

## Source
- Ville de Montréal, Les rues de Montréal, Répertoire historique, Montréal, Méridien, 1995, p. 253